# Botnet Storm
La botnet Storm o Storm botnet hace referencia a una red de computadoras "zombi" (también denominada "botnet"), controlada remotamente, que se originó mediante la diseminación del gusano storm, un malware de tipo troyano distribuido por medio de correos electrónicos infectados. Se estimó que en septiembre de 2007 esta botnet estaría constituida por millones de computadoras.
Esta botnet fue identificada por primera vez en enero de 2007, en un punto abarcó el 8% de todo el malware de las computadoras bajo el sistema operativo Microsoft Windows.

## Extensión
Se considera que esta botnet fue utilizada en una variedad de actividades criminales. Debido al comportamiento defensivo que esta botnet mostraba, se dedujo que sus controladores protegían activamente la botnet contra tentativas de seguirle la pista o inhabilitarlo, llegando inclusive a atacar las operaciones en línea de e investigadores de seguridad que investigaban esta botnet.
El experto en seguridad Joe Stewart reveló que a finales de 2007, los operadores de esta botnet comenzaron a descentralizar sus operaciones, en posibles planes de vender porciones de esta. Algunos informes de finales de 2007 indicaban que la botnet estaba en decline, a pesar de que expertos en el área la siguieran considerando un importante riesgo. 
El FBI consideró al botnet como un riesgo importante en el creciente fraude bancario, el robo de identidad, y otros delitos informáticos.

## Capacidad
En septiembre de 2007 se reportó que el botnet era suficientemente poderoso como para limitar las comunicaciones por Internet de países enteros, y se estimaba que sería capaz de ejecutar más instrucciones por segundo que algunas de las más poderosas supercomputadoras del mundo. Sin embargo, no es una comparación totalmente exacta, según el analista de seguridad James Turner, quien señaló que "comparar un botnet a una supercomputadora es como comparar a un ejército de francotiradores a una bomba atómica".
Bradley Anstis, una firma de seguridad del Reino Unido, inició que en realidad lo más preocupante sería el ancho de banda que esta botnet tendría a su disposición, el cual podría ser utilizado en ataques de denegación de servicio muy efectivos contra diversos web hosts.